# Indický Superpohár
Indický Superpohár (Indian Super Cup, oficiálně ONGC Super Cup) je indický fotbalový Superpohár, jednozápasová soutěž založená roku 1997 Indickou fotbalovou federací (All India Football Federation). Proti sobě nastupují kluby, z nichž jeden je vítězem indické ligy I-League a druhý vítězem poháru Federation Cup. Jestliže obě soutěže vyhrál jeden klub (čili získal v sezóně tzv. double), v Superpoháru proti němu nastoupí tým z I-League, který skončil na konečném 2. místě.

## Přehled zápasů
Zdroj:
Pozn.: vítěz označen tučně
- 1997: East Bengal FC - JCT Mills 0:0, 4:2 pen.
- 1998: Salgaocar FC - Mohun Bagan AC 1:0
- 1999: Salgaocar FC - Mohun Bagan AC 1:0
- 2000: nehrálo se
- 2001: nehrálo se
- 2002: nehrálo se
- 2003: Mahindra United - East Bengal FC 1:1, 4:3 pen.
- 2004: posunuto na 2005
- 2005: Sporting Clube de Goa - Dempo SC 3:0
- 2006: East Bengal FC - Mahindra United 2:1
- 2007: Mohun Bagan AC - Dempo SC 4:0
- 2008: Dempo SC - East Bengal FC 1:0
- 2009: Mohun Bagan AC - Dempo SC / Churchill Brothers SC 2:1
- 2010: Dempo SC - East Bengal FC 3:1[2]
- 2011: East Bengal FC - Salgaocar FC 0:0, 9:8 pen.
- od 2012: nehrálo se

Pozn.: U ročníku 2009 uvádí RSSSF.com utkání Mohun Bagan AC - Dempo SC 2:1, zatímco Goal.com India zápas Mohun Bagan AC - Churchill Brothers SC 2:1.